# 1996–1997-es magyar labdarúgókupa
Az 1996–1997-es magyar labdarúgókupa a sorozat 58. kiírása volt. A döntőben az MTK és a BVSC mérkőzött meg. A győzelmet az MTK szerezte meg.

## Selejtezők
A selejtezőket a megyei szövetségek rendezték meg. Győr-Moson-Sopron, Pest, Veszprém megyéből és Budapestről 4-4; Bács-Kiskun, Fejér, Heves, Somogy, Szabolcs-Szatmár-Bereg és Vas megyéből 3-3; Békés, Borsod-Abaúj-Zemplén, Jász-Nagykun-Szolnok és Zala megyéből 2-2; Baranya, Csongrád, Hajdú-Bihar, Komárom-Esztergom, Nógrád és Tolna megyéből egy csapat csapat jutott a kupa első fordulójába, ahol 16 NB I-es csapat csatlakozott hozzájuk. Az NB I létszámemelése miatt, az 1995–1996-os NB I 15. (Győri ETO FC) és 16. helyezett (Pécsi Mecsek FC) csapata a selejtezőkben kezdte meg a kupaszereplést.

## 1. forduló
Az első fordulót 16 négy csapatos csoportban bonyolították le. Az NB I-es csapatokat kiemelték, hozzájuk sorsolták a többi csapatot. Három fordulót rendeztek. A pályaválasztó az alacsonyabb osztályú csapatok voltak. A csoportokból két csapat jutott tovább.
hivatalos játéknapok: július 27., 31., augusztus 3.
1. csoport
| Hely. | Csapat                     | M | Gy | D | V | G+ | G– | Gk  | P | Továbbjutás vagy kiesés     |     | RÁK | ZTE | KOR | RÉP |
| ----- | -------------------------- | - | -- | - | - | -- | -- | --- | - | --------------------------- | --- | --- | --- | --- | --- |
| 1.    | Rákóczi FC (NB II)         | 3 | 3  | 0 | 0 | 9  | 4  | +5  | 9 | Továbbjutott a 2. fordulóba |     | —   | 2–1 | 4–1 | 3–2 |
| 2.    | Zalaegerszegi TE (NB I)    | 3 | 2  | 0 | 1 | 15 | 2  | +13 | 6 | Továbbjutott a 2. fordulóba |     | 1–2 | —   | 7–0 | 7–0 |
| 3.    | Koroncó SK (megye I)       | 3 | 1  | 0 | 2 | 4  | 12 | −8  | 3 |                             |     | 1–4 | 0–7 | —   | 3–1 |
| 4.    | Linde SE Répcelak (NB III) | 3 | 0  | 0 | 3 | 3  | 13 | −10 | 0 |                             | 2–3 | 0–7 | 1–3 | —   |     |

2. csoport
| Hely. | Csapat                   | M | Gy | D | V | G+ | G– | Gk  | P | Továbbjutás vagy kiesés     |     | ETO | KER | KÖR | SÜM |
| ----- | ------------------------ | - | -- | - | - | -- | -- | --- | - | --------------------------- | --- | --- | --- | --- | --- |
| 1.    | Győri ETO FC (NB I)      | 3 | 2  | 1 | 0 | 12 | 2  | +10 | 7 | Továbbjutott a 2. fordulóba |     | —   | 9–0 | 2–1 | 1–1 |
| 2.    | III. Kerületi TVE (NB I) | 3 | 2  | 1 | 0 | 12 | 4  | +8  | 7 | Továbbjutott a 2. fordulóba |     | 1–1 | —   | 8–1 | 3–2 |
| 3.    | Körmendi FC (NB III)     | 3 | 0  | 1 | 2 | 2  | 10 | −8  | 1 |                             |     | 1–2 | 1–8 | —   | 0–0 |
| 4.    | Sümeg VSE (megye I)      | 3 | 0  | 1 | 2 | 2  | 12 | −10 | 1 |                             | 0–9 | 2–3 | 0–0 | —   |     |

3. csoport
| Hely. | Csapat                      | M | Gy | D | V | G+ | G– | Gk | P | Továbbjutás vagy kiesés     |     | SOP | SIÓ | JUT | SZNT |
| ----- | --------------------------- | - | -- | - | - | -- | -- | -- | - | --------------------------- | --- | --- | --- | --- | ---- |
| 1.    | Matáv SC Sopron (NB II)     | 3 | 2  | 1 | 0 | 5  | 2  | +3 | 7 | Továbbjutott a 2. fordulóba |     | —   | 2–1 | 0–0 | 3–1  |
| 2.    | Siófoki Bányász (NB I)      | 3 | 1  | 1 | 1 | 5  | 4  | +1 | 4 | Továbbjutott a 2. fordulóba |     | 1–2 | —   | 3–1 | 1–1  |
| 3.    | Jutas-Veszprém HFK (NB II)  | 3 | 1  | 1 | 1 | 4  | 5  | −1 | 4 |                             |     | 0–0 | 1–3 | —   | 3–2  |
| 4.    | Szentgotthárdi MSE (NB III) | 3 | 0  | 1 | 2 | 4  | 7  | −3 | 1 |                             | 1–3 | 1–1 | 2–3 | —   |      |

4. csoport
| Hely. | Csapat                | M | Gy | D | V | G+ | G– | Gk | P | Továbbjutás vagy kiesés     |     | HAL | SOP | MIK | PÁP |
| ----- | --------------------- | - | -- | - | - | -- | -- | -- | - | --------------------------- | --- | --- | --- | --- | --- |
| 1.    | Haladás VFC (NB I)    | 3 | 2  | 1 | 0 | 10 | 1  | +9 | 7 | Továbbjutott a 2. fordulóba |     | —   | 1–1 | 4–0 | 5–0 |
| 2.    | Soproni FAC (NB II)   | 4 | 1  | 2 | 1 | 5  | 2  | +3 | 5 | Továbbjutott a 2. fordulóba |     | 1–1 | —   | 1–1 | 3–0 |
| 3.    | Miklósfa SE (megye I) | 3 | 1  | 1 | 1 | 4  | 7  | −3 | 4 |                             |     | 0–4 | 1–1 | —   | 3–2 |
| 4.    | Pápai ELC (megye I)   | 3 | 0  | 0 | 3 | 2  | 11 | −9 | 0 |                             | 0–5 | 0–3 | 2–3 | —   |     |

5. csoport
| Hely. | Csapat                           | M | Gy | D | V | G+ | G– | Gk  | P | Továbbjutás vagy kiesés     |     | MTK | CSÁK | NAGY | FONY |
| ----- | -------------------------------- | - | -- | - | - | -- | -- | --- | - | --------------------------- | --- | --- | ---- | ---- | ---- |
| 1.    | MTK (NB I)                       | 3 | 3  | 0 | 0 | 14 | 1  | +13 | 9 | Továbbjutott a 2. fordulóba |     | —   | 5–0  | 1–0  | 8–1  |
| 2.    | Csákvár FC (NB III)              | 3 | 2  | 0 | 1 | 7  | 8  | −1  | 6 | Továbbjutott a 2. fordulóba |     | 0–5 | —    | 3–2  | 4–1  |
| 3.    | Nagykanizsai Olajbányász (NB II) | 3 | 1  | 0 | 2 | 14 | 6  | +8  | 3 |                             |     | 0–1 | 2–3  | —    | 12–2 |
| 4.    | Fonyódi Petőfi SE (megye I)      | 3 | 0  | 0 | 3 | 4  | 24 | −20 | 0 |                             | 1–8 | 1–4 | 2–12 | —    |      |

6. csoport
| Hely. | Csapat                       | M | Gy | D | V | G+ | G– | Gk | P | Továbbjutás vagy kiesés     |     | PAKS | DOR | VAS | LAJ |
| ----- | ---------------------------- | - | -- | - | - | -- | -- | -- | - | --------------------------- | --- | ---- | --- | --- | --- |
| 1.    | Paksi Atomerőmű SE (NB II)   | 3 | 2  | 0 | 1 | 8  | 3  | +5 | 6 | Továbbjutott a 2. fordulóba |     | —    | 2–3 | 3–0 | 3–0 |
| 2.    | Dorogi SE (NB III)           | 3 | 2  | 0 | 1 | 9  | 5  | +4 | 6 | Továbbjutott a 2. fordulóba |     | 3–2  | —   | 0–1 | 6–2 |
| 3.    | Vasas (NB I)                 | 3 | 2  | 0 | 1 | 3  | 4  | −1 | 6 |                             |     | 0–3  | 1–0 | —   | 2–1 |
| 4.    | Lajoskomáromi SZSE (megye I) | 3 | 0  | 0 | 3 | 3  | 11 | −8 | 0 |                             | 0–3 | 2–6  | 1–2 | —   |     |

7. csoport
| Hely. | Csapat                      | M | Gy | D | V | G+ | G– | Gk | P | Továbbjutás vagy kiesés     |     | VID | SOR | BAL | PER |
| ----- | --------------------------- | - | -- | - | - | -- | -- | -- | - | --------------------------- | --- | --- | --- | --- | --- |
| 1.    | Videoton FC Fehérvár (NB I) | 3 | 2  | 1 | 0 | 7  | 3  | +4 | 7 | Továbbjutott a 2. fordulóba |     | —   | 4–1 | 1–1 | 2–1 |
| 2.    | Soroksári TE (NB II)        | 3 | 2  | 0 | 1 | 7  | 4  | +3 | 6 | Továbbjutott a 2. fordulóba |     | 1–4 | —   | 3–0 | 3–0 |
| 3.    | Balatonlelle SE (NB III)    | 3 | 1  | 1 | 1 | 2  | 4  | −2 | 4 |                             |     | 1–1 | 0–3 | —   | 1–0 |
| 4.    | Perbál SC (megye II)        | 3 | 0  | 0 | 3 | 1  | 6  | −5 | 0 |                             | 1–2 | 0–3 | 0–1 | —   |     |

8. csoport
| Hely. | Csapat                         | M | Gy | D | V | G+ | G– | Gk | P | Továbbjutás vagy kiesés     |     | TISZ | STAD | JAM | JÁSZ |
| ----- | ------------------------------ | - | -- | - | - | -- | -- | -- | - | --------------------------- | --- | ---- | ---- | --- | ---- |
| 1.    | Tiszavasvári Alkaloida (NB II) | 3 | 3  | 0 | 0 | 6  | 1  | +5 | 9 | Továbbjutott a 2. fordulóba |     | —    | 3–1  | 1–0 | 2–0  |
| 2.    | Stadler FC (NB I)              | 3 | 2  | 0 | 1 | 6  | 4  | +2 | 6 | Továbbjutott a 2. fordulóba |     | 1–3  | —    | 2–1 | 3–0  |
| 3.    | Jamina PSE (megye I)           | 3 | 1  | 0 | 2 | 4  | 4  | 0  | 3 |                             |     | 0–1  | 1–2  | —   | 3–1  |
| 4.    | Jászberényi SE (NB III)        | 3 | 0  | 0 | 3 | 1  | 8  | −7 | 0 |                             | 0–2 | 0–3  | 1–3  | —   |      |

9. csoport
| Hely. | Csapat                      | M | Gy | D | V | G+ | G– | Gk  | P | Továbbjutás vagy kiesés     |     | DVSC | KTE | BAK | CSAB |
| ----- | --------------------------- | - | -- | - | - | -- | -- | --- | - | --------------------------- | --- | ---- | --- | --- | ---- |
| 1.    | Debreceni VSC (NB I)        | 3 | 3  | 0 | 0 | 11 | 3  | +8  | 9 | Továbbjutott a 2. fordulóba |     | —    | 2–0 | 5–2 | 4–1  |
| 2.    | Kecskeméti TE (NB II)       | 3 | 2  | 0 | 1 | 9  | 2  | +7  | 6 | Továbbjutott a 2. fordulóba |     | 0–2  | —   | 3–0 | 6–0  |
| 3.    | Baktalórántházi SE (NB III) | 3 | 1  | 0 | 2 | 10 | 12 | −2  | 3 |                             |     | 2–5  | 0–3 | —   | 8–4  |
| 4.    | Csabacsűdi SE (megye I)     | 3 | 0  | 0 | 3 | 5  | 18 | −13 | 0 |                             | 1–4 | 0–6  | 4–8 | —   |      |

10. csoport
| Hely. | Csapat                   | M | Gy | D | V | G+ | G– | Gk | P | Továbbjutás vagy kiesés     |     | CSE | DUN | SZOL | LAK |
| ----- | ------------------------ | - | -- | - | - | -- | -- | -- | - | --------------------------- | --- | --- | --- | ---- | --- |
| 1.    | Csepel SC (NB I)         | 3 | 2  | 1 | 0 | 8  | 4  | +4 | 7 | Továbbjutott a 2. fordulóba |     | —   | 3–0 | 3–2  | 2–2 |
| 2.    | Dunaszekcső (NB III)     | 3 | 1  | 1 | 1 | 7  | 7  | 0  | 4 | Továbbjutott a 2. fordulóba |     | 0–3 | —   | 2–2  | 5–2 |
| 3.    | Szolnoki MÁV (NB II)     | 3 | 1  | 1 | 1 | 5  | 5  | 0  | 4 |                             |     | 2–3 | 2–2 | —    | 1–0 |
| 4.    | Lakiteleki SE (megye II) | 3 | 0  | 1 | 2 | 4  | 8  | −4 | 1 |                             | 2–2 | 2–5 | 0–1 | —    |     |

11. csoport
| Hely. | Csapat                      | M | Gy | D | V | G+ | G– | Gk  | P | Továbbjutás vagy kiesés                        |  | BÉK  | KAB | HAJ  | SÁN |
| ----- | --------------------------- | - | -- | - | - | -- | -- | --- | - | ---------------------------------------------- |  | ---- | --- | ---- | --- |
| 1.    | Békéscsabai Előre (NB I)    | 3 | 2  | 1 | 0 | 22 | 6  | +16 | 7 |                                                |  | —    | 3–3 | 10–2 | 9–1 |
| 2.    | Kaba-Hajdúszoboszló (NB II) | 3 | 1  | 2 | 0 | 10 | 5  | +5  | 5 | Továbbjutott a 2. fordulóba                    |  | 3–3  | —   | 1–1  | 6–1 |
| 3.    | Hajós SE (megye I)          | 3 | 1  | 1 | 1 | 7  | 11 | −4  | 4 | Bejutott a 2. fordulóba és a Szabadföld kupába |  | 2–10 | 1–1 | —    | 4–0 |
| 4.    | Sándorfalvai SE (megye I)   | 3 | 0  | 0 | 3 | 2  | 19 | −17 | 0 |                                                |  | 1–9  | 1–6 | 0–4  | —   |

A Hajós-Békéscsaba mérkőzésen Illés Norbert, Florin Răducu és Belvon Attila jogosulatlanul szerepelt a Békéscsabában. A játékosok az elhalasztott mérkőzés eredeti időpontjában még nem szerepelhettek volna a Békéscsaba színeiben. A Békéscsabát kizárták, helyette a Hajós került a második fordulóba, ahol a már kisorsolt Soroksár lett az ellenfele.
12. csoport
| Hely. | Csapat                     | M | Gy | D | V | G+ | G– | Gk  | P | Továbbjutás vagy kiesés     |     | UTE | DIÓ | SELY | TISZ |
| ----- | -------------------------- | - | -- | - | - | -- | -- | --- | - | --------------------------- | --- | --- | --- | ---- | ---- |
| 1.    | Újpesti TE (NB I)          | 3 | 3  | 0 | 0 | 9  | 1  | +8  | 9 | Továbbjutott a 2. fordulóba |     | —   | 2–0 | 3–0  | 4–1  |
| 2.    | Diósgyőri FC (NB II)       | 3 | 2  | 0 | 1 | 11 | 4  | +7  | 6 | Továbbjutott a 2. fordulóba |     | 0–2 | —   | 6–0  | 5–2  |
| 3.    | Selypi Kinizsi SK (NB III) | 3 | 1  | 0 | 2 | 7  | 10 | −3  | 3 |                             |     | 0–3 | 0–6 | —    | 7–1  |
| 4.    | Tiszamenti SE (megye II)   | 3 | 0  | 0 | 3 | 4  | 16 | −12 | 0 |                             | 1–4 | 2–5 | 1–7 | —    |      |

13. csoport
| Hely. | Csapat                     | M | Gy | D | V | G+ | G– | Gk | P | Továbbjutás vagy kiesés                        |     | VÁC | PÁL | REAC | FEL |
| ----- | -------------------------- | - | -- | - | - | -- | -- | -- | - | ---------------------------------------------- | --- | --- | --- | ---- | --- |
| 1.    | Vác FC (NB I)              | 3 | 2  | 1 | 0 | 7  | 1  | +6 | 7 | Továbbjutott a 2. fordulóba                    |     | —   | 1–1 | 2–0  | 4–0 |
| 2.    | Pálháza SE (megye II)      | 3 | 1  | 1 | 1 | 5  | 5  | 0  | 4 | Bejutott a 2. fordulóba és a Szabadföld kupába |     | 1–1 | —   | 2–3  | 2–1 |
| 3.    | Rákospalotai EAC (NB III)  | 3 | 1  | 0 | 2 | 3  | 5  | −2 | 3 |                                                |     | 0–2 | 3–2 | —    | 0–1 |
| 4.    | Felsőtárkány VSE (megye I) | 3 | 1  | 0 | 2 | 2  | 6  | −4 | 3 |                                                | 0–4 | 1–2 | 1–0 | —    |     |

14. csoport
| Hely. | Csapat                   | M | Gy | D | V | G+ | G– | Gk | P | Továbbjutás vagy kiesés     |     | BVSC | VEL | BAL | VECS |
| ----- | ------------------------ | - | -- | - | - | -- | -- | -- | - | --------------------------- | --- | ---- | --- | --- | ---- |
| 1.    | BVSC (NB I)              | 3 | 2  | 1 | 0 | 4  | 2  | +2 | 7 | Továbbjutott a 2. fordulóba |     | —    | 2–2 | 1–0 | 1–0  |
| 2.    | Velence SE (NB III)      | 3 | 1  | 1 | 1 | 4  | 6  | −2 | 4 | Továbbjutott a 2. fordulóba |     | 2–2  | —   | 0–3 | 2–1  |
| 3.    | Balatonfüredi SC (NB II) | 3 | 1  | 0 | 2 | 4  | 4  | 0  | 3 |                             |     | 0–1  | 3–0 | —   | 1–3  |
| 4.    | Vecsési FC (megye III)   | 3 | 1  | 0 | 2 | 4  | 4  | 0  | 3 |                             | 0–1 | 1–2  | 3–1 | —   |      |

15. csoport
| Hely. | Csapat                     | M | Gy | D | V | G+ | G– | Gk | P | Továbbjutás vagy kiesés     |     | SBTC | BUD | KIS | TÖR |
| ----- | -------------------------- | - | -- | - | - | -- | -- | -- | - | --------------------------- | --- | ---- | --- | --- | --- |
| 1.    | Salgótarjáni BTC (NB II)   | 3 | 2  | 1 | 0 | 6  | 3  | +3 | 7 | Továbbjutott a 2. fordulóba |     | —    | 2–0 | 2–1 | 2–2 |
| 2.    | Budafoki LC (NB II)        | 3 | 2  | 0 | 1 | 11 | 5  | +6 | 6 | Továbbjutott a 2. fordulóba |     | 0–2  | —   | 4–3 | 7–0 |
| 3.    | Kispest Honvéd (NB I)      | 3 | 1  | 0 | 2 | 7  | 7  | 0  | 3 |                             |     | 1–2  | 3–4 | —   | 3–1 |
| 4.    | Törökbálinti TC (megye II) | 3 | 0  | 1 | 2 | 3  | 12 | −9 | 1 |                             | 2–2 | 0–7  | 1–3 | —   |     |

16. csoport
| Hely. | Csapat                      | M | Gy | D | V | G+ | G– | Gk  | P | Továbbjutás vagy kiesés     |     | FTC | BES | BKV | PÉT |
| ----- | --------------------------- | - | -- | - | - | -- | -- | --- | - | --------------------------- | --- | --- | --- | --- | --- |
| 1.    | Ferencvárosi TC (NB I)      | 3 | 3  | 0 | 0 | 16 | 0  | +16 | 9 | Továbbjutott a 2. fordulóba |     | —   | 5–0 | 5–0 | 6–0 |
| 2.    | Besenyőtelek SC (NB III)    | 3 | 1  | 1 | 1 | 5  | 6  | −1  | 4 | Továbbjutott a 2. fordulóba |     | 0–5 | —   | 1–1 | 4–0 |
| 3.    | BKV Előre SC (NB II)        | 3 | 1  | 1 | 1 | 3  | 6  | −3  | 4 |                             |     | 0–5 | 1–1 | —   | 2–0 |
| 4.    | Péteri Petőfi SK (megye II) | 3 | 0  | 0 | 3 | 0  | 12 | −12 | 0 |                             | 0–6 | 0–4 | 0–2 | —   |     |

## 2. forduló
| 1. csapat                                                 | Össz. | 2. csapat              | 1. mérk. | 2. mérk. |
| --------------------------------------------------------- | ----- | ---------------------- | -------- | -------- |
| 1996. szeptember 11., október 2., 6. 7. 23., november 20. |       |                        |          |          |
| Velence SE                                                | 2–2   | Rákóczi FC             | 1–0      | 1–2      |
| Dunaszekcsői SE                                           | 1–7   | Ferencvárosi TC        | 1–0      | 0–7      |
| MTK                                                       | 4–1   | Budafok LC             | 2–0      | 2–1      |
| Salgótarjáni BTC                                          | 3–2   | Stadler FC             | 2–0      | 1–2      |
| Csákvár FC                                                | 1–5   | Videoton FC Fehérvár   | 0–0      | 1–5      |
| Kecskeméti TE                                             | 0–2   | Haladás VFC            | 0–1      | 0–1      |
| Diósgyőri FC                                              | 1–3   | Paksi Atomerőmű        | 1–0      | 0–3      |
| Debreceni VSC                                             | 1–3   | III. Kerületi TVE      | 1–0      | 0–3      |
| Újpesti TE                                                | 4–1   | Dorogi SE              | 4–0      | 0–1      |
| Besenyőtelek SC                                           | 0–6   | Matáv SC Sopron        | 0–2      | 0–4      |
| Hajdúszoboszló                                            | 2–3   | Győri ETO FC           | 0–0      | 2–3      |
| Soproni FAC                                               | 1–2   | Tiszavasvári Alkaloida | 1–0      | 0–2      |
| Soroksári TE                                              | 4–2   | Hajós FC               | 1–0      | 3–2      |
| BVSC                                                      | 4–3   | Zalaegerszegi TE       | 2–3      | 2–0      |
| Pálháza SE                                                | 1–5   | Csepel SC              | 1–3      | 0–2      |
| Vác FC                                                    | 4–3   | Siófoki Bányász        | 2–1      | 2–2      |

## Nyolcaddöntő
| 1. csapat                                     | Össz. | 2. csapat              | 1. mérk. | 2. mérk. |
| --------------------------------------------- | ----- | ---------------------- | -------- | -------- |
| 1996. november 20., 23., 27., december 1., 4. |       |                        |          |          |
| Csepel SC                                     | 2–9   | Ferencvárosi TC        | 0–3      | 2–6      |
| Haladás VFC                                   | 7–4   | Hajdúszoboszló         | 4–4      | 3–0      |
| MTK                                           | 3–2   | Újpesti TE             | 2–2      | 1–0      |
| Vác FC                                        | 6–3   | Tiszavasvári Alkaloida | 2–1      | 4–2      |
| Salgótarjáni BTC                              | 2–2   | Matáv SC Sopron        | 1–2      | 1–0      |
| Velence SE                                    | 2–7   | Soroksári TE           | 1–2      | 1–5      |
| Videoton FC Fehérvár                          | 1–2   | BVSC                   | 0–1      | 1–1      |
| III. Kerületi TVE                             | 5–2   | Paksi Atomerőmű        | 3–1      | 2–1      |

## Negyeddöntő
| 1. csapat                  | Össz. | 2. csapat   | 1. mérk. | 2. mérk. |
| -------------------------- | ----- | ----------- | -------- | -------- |
| 1997. március 5., 11., 12. |       |             |          |          |
| III. Kerületi TVE          | 1–6   | MTK         | 1–2      | 0–4      |
| Ferencvárosi TC            | 2–5   | Vác FC      | 2–2      | 0–3      |
| Soroksári TE               | 3–4   | Haladás VFC | 2–0      | 1–4      |
| Matáv SC Sopron            | 0–4   | BVSC        | 0–1      | 0–3      |

## Elődöntő
| 1. csapat                 | Össz. | 2. csapat   | 1. mérk. | 2. mérk. |
| ------------------------- | ----- | ----------- | -------- | -------- |
| 1997. április 8., 9., 23. |       |             |          |          |
| MTK                       | 6–3   | Vác FC      | 4–0      | 2–3      |
| BVSC                      | 3–0   | Haladás VFC | 3–0      | 0–0      |

## Döntő
| 1997. május 20. 19:00 |

| MTK FC                                                                                | 6–0   | BVSC |
| ------------------------------------------------------------------------------------- | ----- | ---- |
| Halmai 12' Erős 28' (öngól) Illés 33' Orosz 36' Kenesei K. 66' Lőrincz 83' (11-esből) | (4–0) |      |

| Hungária körút, Budapest Nézőszám: 2000 Játékvezető: Molnár László Asszisztensek: Gyarmati, Zvolenszky |

| MTK | BVSC |

| KA            |  | Babos Gábor       |  |     |
| V             |  | Kuttor Attila     |  |     |
| V             |  | Lőrincz Emil      |  |     |
| V             |  | Szekeres Tamás    |  |     |
| KP            |  | Farkasházy László |  |     |
| KP            |  | Molnár Zoltán     |  |     |
| KP            |  | Illés Béla        |  | 46' |
| KP            |  | Halmai Gábor      |  |     |
| KP            |  | Zsivóczky Gyula   |  | 64' |
| CS            |  | Csertői Aurél     |  |     |
| CS            |  | Orosz Ferenc      |  | 55' |
| Cserék:       |  |                   |  |     |
|               |  |                   |  |     |
|               |  |                   |  |     |
|               |  | Zimmermann Tamás  |  | 46' |
|               |  | Kenesei Krisztián |  | 55' |
|               |  | Talapa János      |  | 64' |
| Vezetőedző:   |  |                   |  |     |
| Garami József |  |                   |  |     |

| KA           |  | Végh Zoltán           |     |     |
| V            |  | Komlósi Ádám          | 31' |     |
| V            |  | Dragóner Attila       |     | 36' |
| V            |  | Alekszandr Bondarenko |     |     |
| V            |  | Farkas József         |     |     |
| KP           |  | Erős Károly           |     |     |
| KP           |  | Csiszár Ákos          |     |     |
| KP           |  | Zováth János          |     |     |
| KP           |  | Füzi Ákos             |     |     |
| CS           |  | Bükszegi Zoltán       |     | 46' |
| CS           |  | Constantin Stănici    |     | 68' |
| Cserék:      |  |                       |     |     |
|              |  |                       |     |     |
|              |  |                       |     |     |
|              |  | Rósa Dénes            |     | 68' |
|              |  | Csordás Csaba         |     | 46' |
|              |  | Pelles András         |     | 36' |
| Vezetőedző:  |  |                       |     |     |
| Dajka László |  |                       |     |     |

| 1997. június 11. 19:00 |

| BVSC | 0–2   | MTK FC        |
| ---- | ----- | ------------- |
|      | (0–0) | Orosz 58' 73' |

| Szőnyi úti Stadion, Budapest Játékvezető: Puhl Sándor Asszisztensek: Koch, Mező |

|  |  |

| KA           |  | Végh Zoltán     |     |         |
| V            |  | Pomper Tibor    |     |         |
| V            |  | Erdei László    |     | 59'     |
| V            |  | Komlósi Ádám    |     |         |
| KP           |  | Erős Károly     |     |         |
| KP           |  | Csiszár Ákos    | 69' |         |
| KP           |  | Simon Tibor     |     |         |
| KP           |  | Rósa Dénes      |     |         |
| KP           |  | Füzi Ákos       |     |         |
| CS           |  | Bükszegi Zoltán |     | 10'     |
| CS           |  | Kiss István     | 21' |         |
| Cserék:      |  |                 |     |         |
|              |  |                 |     |         |
|              |  |                 |     |         |
|              |  | Potemkin Károly |     | 10' 78' |
|              |  | Szokai Márton   | 85' | 59'     |
|              |  | Polonkai Attila |     | 78'     |
| Vezetőedző:  |  |                 |     |         |
| Dajka László |  |                 |     |         |

| KA            |  | Babos Gábor       |     |     |
| V             |  | Lőrincz Emil      |     |     |
| V             |  | Horváth Csaba     |     |     |
| V             |  | Molnár Zoltán     | 40' | 46' |
| KP            |  | Farkasházy László |     |     |
| KP            |  | Zimmermann Tamás  |     | 76' |
| KP            |  | Illés Béla        |     |     |
| KP            |  | Halmai Gábor      |     |     |
| KP            |  | Talapa János      |     |     |
| CS            |  | Orosz Ferenc      |     | 86' |
| CS            |  | Csertői Aurél     |     |     |
| Cserék:       |  |                   |     |     |
|               |  |                   |     |     |
|               |  | Farkas Attila     |     | 46' |
|               |  | Korolovszky Gábor |     | 76' |
|               |  | Zsivóczky Gyula   |     | 86' |
|               |  |                   |     |     |
| Vezetőedző:   |  |                   |     |     |
| Garami József |  |                   |     |     |

Az MTK MK-ban szerepelt játékosai: Babos Gábor (13) – Babos Ádám (2), Csertői Aurél (11), Csillag Krisztián (6), Elek Norbert (1), Farkas Attila (1), Farkasházy László (11), Füle Antal (3), Halmai Gábor (12), Hamar István (2), Horváth Csaba (9), Illés Béla (8), Katzenbach Imre (4), Kenesei Krisztián (9), Korolovszky Gábor (1), Kuttor Attila (10), Lőrincz Emil (10), Molnár Zoltán (9),  Adrian Oprisan (3), Orosz Ferenc (9), Preisinger Sándor (8), Szekeres Tamás (9), Takács Attila (1), Talapa János (9), Zimmermann Tamás (11), Zsivóczky Gyula (11)